# صموئيل فينلي
صموئيل فينلي (بالإنجليزية: Samuel Finley) هو كاهن أمريكي، ولد في 2 يوليو 1715 في أرماه في المملكة المتحدة، وتوفي في 17 يوليو 1766 في فيلادلفيا في الولايات المتحدة.